# Изар
И́зар (нем. Isar) — река, берущая начало в Австрийских Альпах (земля Тироль) на границе с Германией, протекающая через юго-восточную Баварию и впадающая в Дунай. Речной индекс 16. Длина Изара 291,50 (по Баварии 269,60) км. Высота устья 312 м. Площадь водосборного бассейна — 8962,29 км².
Исток реки находится в Альпах в тирольской части Карвенделя в Хинтерауталь. Высота истока — 1160 м над уровнем моря. Примерно через 22 км, ниже Шарница, она пересекает границу с Баварией, где она сначала протекает в Альпах через Миттенвальд, а после через Ленгрис и Гайсах. Она достигает предгорья Альп в начале среднего течения около Бад-Тёльца, за ним следуют города Геретсрид, Мюнхен, Фрайзинг и Мосбург. В низовьях на реке расположены Ландсхут, Дингольфинг, Ландау-ан-дер-Изар и Платтлинг.
Изар впадает в Дунай в пяти километрах к югу от Деггендорфа. Площадь его водосборного бассейна составляет 8964,57 км² и является четвёртой в Баварии после Дуная, Инна и Майна.
Самый важный приток — Ампер, впадающий в Изар в Мосбурге, за которым следует Лойзах, впадающий в Вольфратсхаузене.

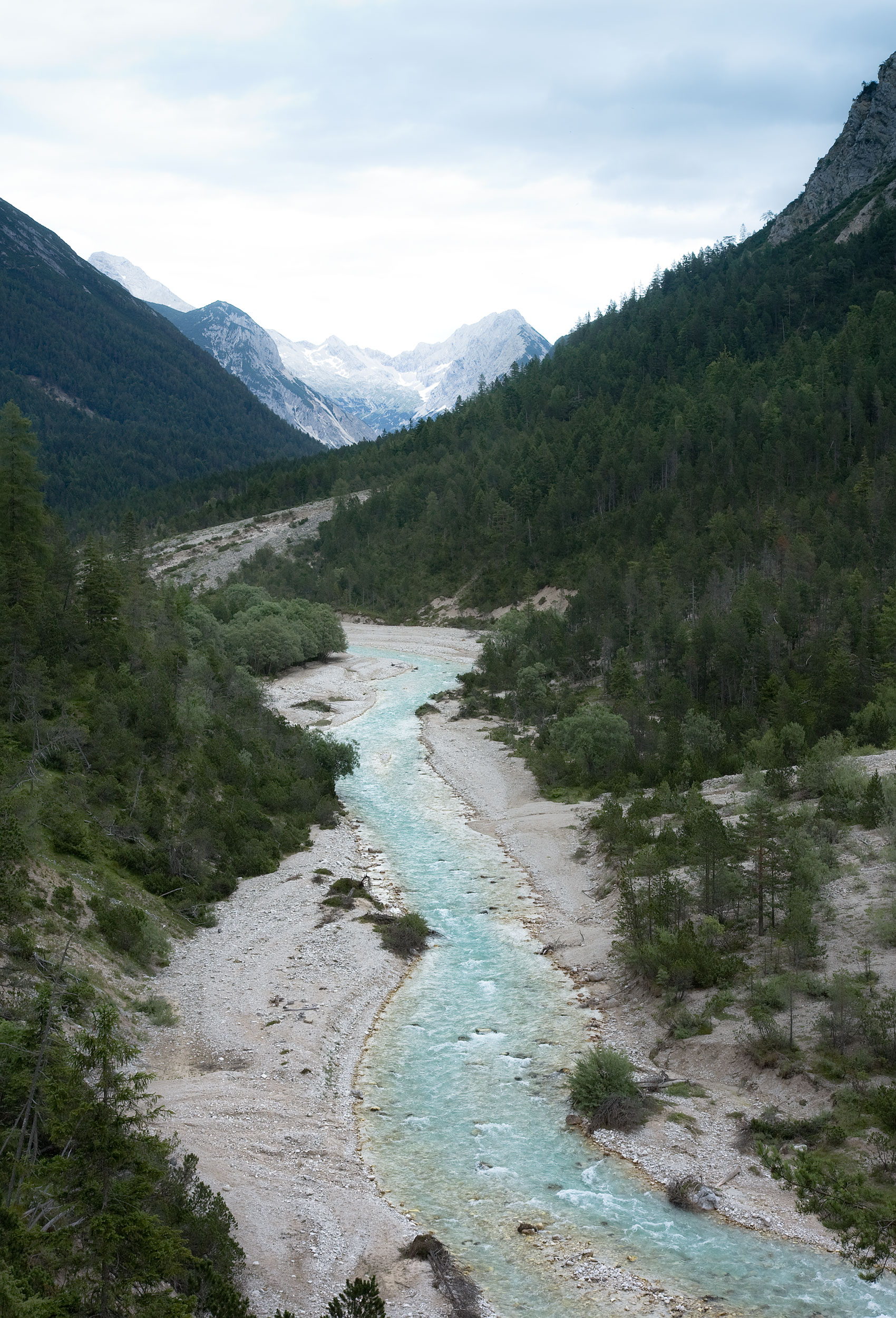
Изар в Тироле

## Этимология
Сегодня исследователи предполагают, что название реки произошло от гипотетического индоевропейского корня *es или *is, «(текущая) вода», который в современных языках сохранился в значении «лёд» (англ. ice, нем. Eis). Река впервые упоминается в 763 году и названа «Исура».
От этого же корня произошёл ряд других названий рек, например, Йизера (Чехия), Эйссел (Нидерланды) и Изер (Франция).
Теория, согласно которой слово Изар состоит из кельтских слов ys (быстрый) и ura (вода, река), сегодня считается устаревшей.

## География
Бассейн Изара занимает большую часть Баварских Альп и часть Карвенделя. В общей сложности площадь бассейна реки составляет почти 9000 км². Поскольку зимой осадки выпадают в основном в виде снега, особенно в Альпах, Изар несёт много воды во время таяния снегов в начале лета. Его средний расход воды в 176 м³/с сопоставим со средними реками Германии, такими как Майн (211 м³/с).

### История
В древности Изар питался талой водой с ледника Изар-Лойзах, существовавшего в последний ледниковый период. В то время палео-Изар тёк от Гайсаха к югу от Бад-Тёльца на северо-восток в направлении Хольцкирхена. Оттуда он тёк до Вассербурга, где впадал в палео-Инн. Позже он повернул на север и тёк примерно по линии Хольцкирхен — Эгматинг — Маркт-Швабен — Эрдинг. Точный курс палео-Изара неизвестен.
15000 лет назад в Бад-Тёльце произошёл прорыв отложений молассы, что позволило Изару течь на север. В конце последнего ледникового периода он впал в озеро Вольфратсхаузен, которое позже было заполнено осадками.

### Истоки

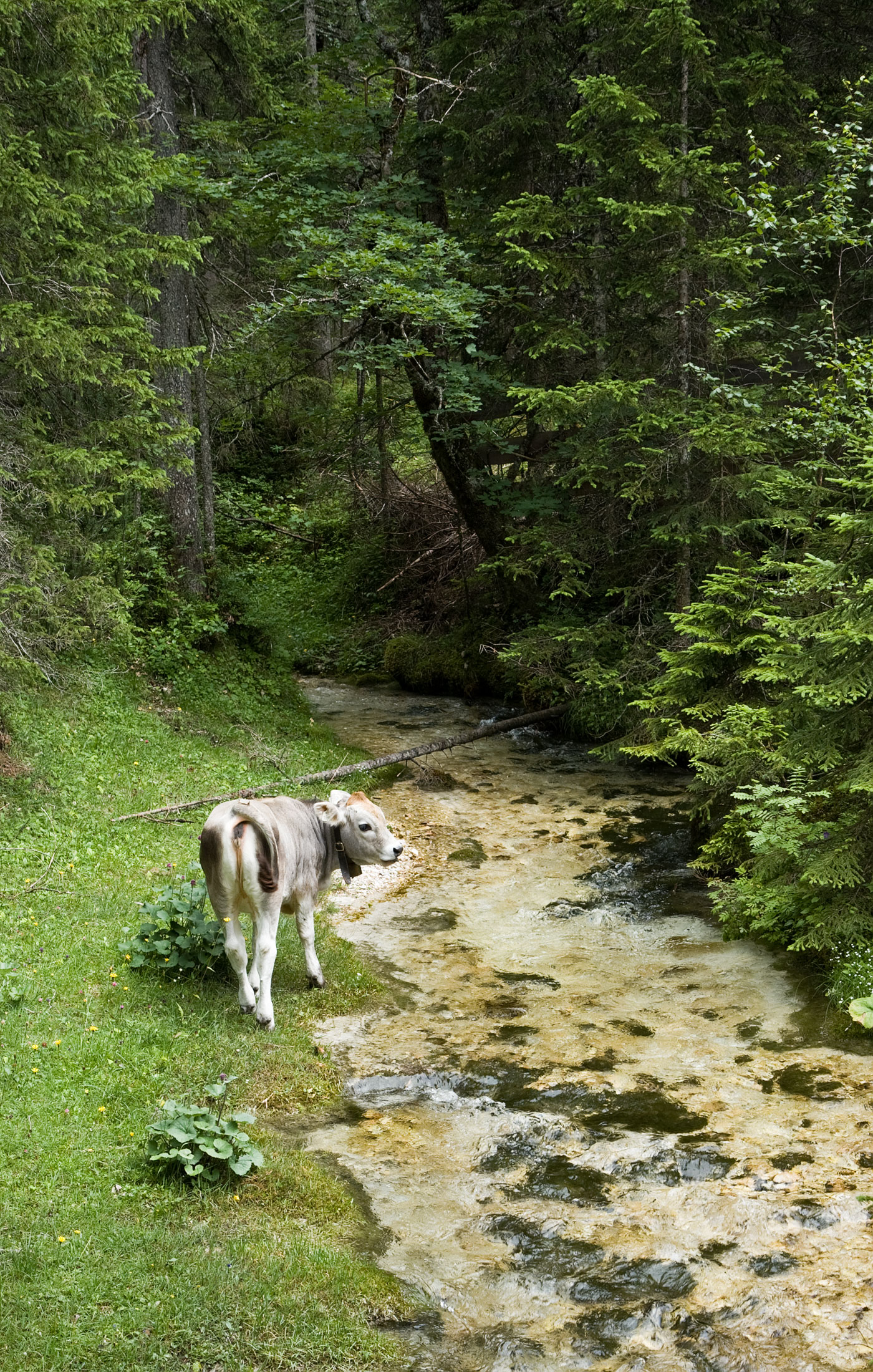
Исток Изара в Хинтерауталь

Официально истоками Изара считаются ручьи, текущие по долине Хинтерауталь между двумя средними горными цепями Карвенделя — Gleirsch-Halltal на юге и Hinterautal-Vomper на севере, на высоте 1160 м. Ручей Лафачербах является самым длинным из них. Таким образом, его исток считается истоком Изара, от него отсчитывается общая длина реки — 292,26 км.

### Течение и притоки

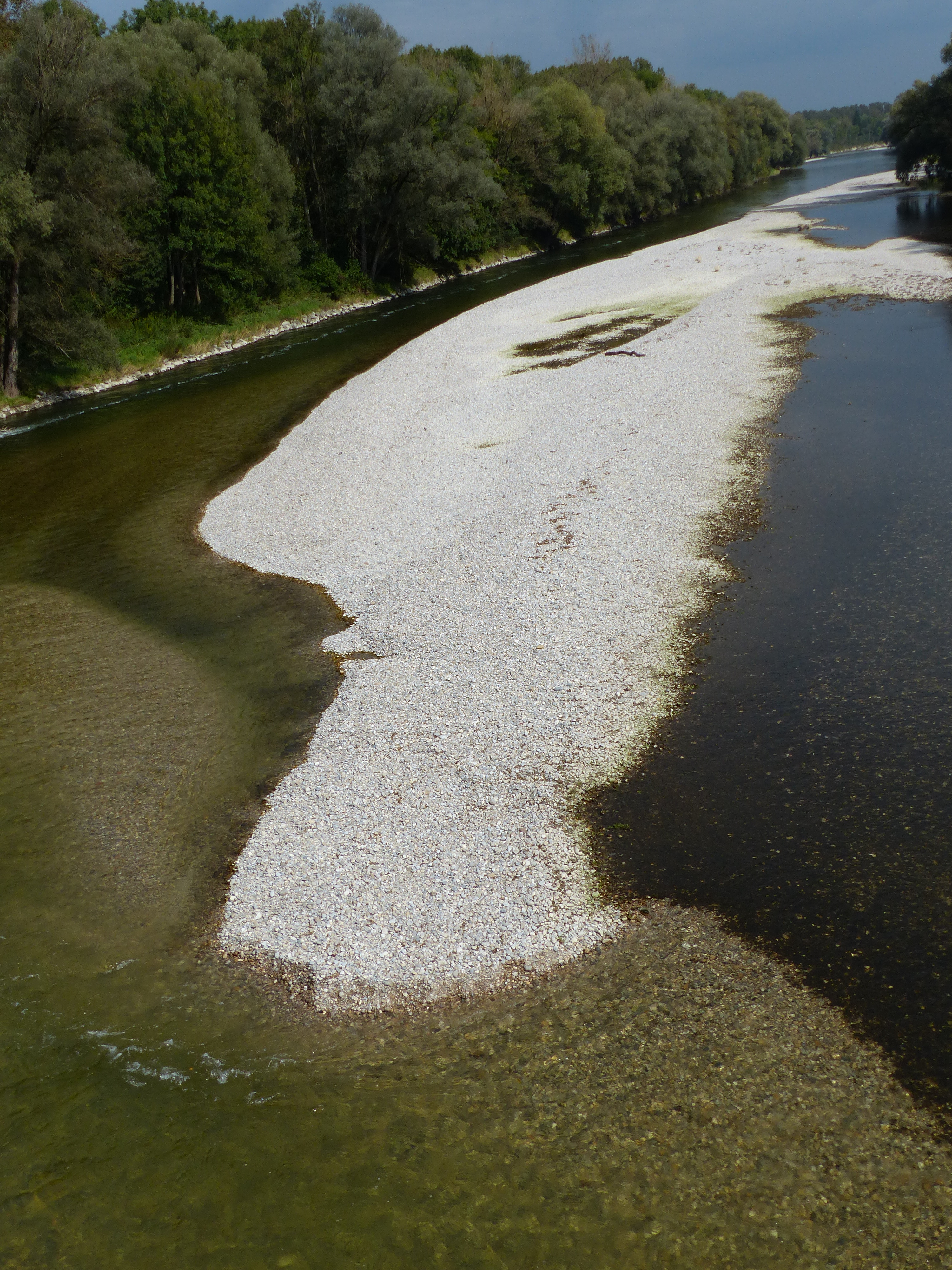
Устье Ампера (слева) возле Фолькманнсдорфа

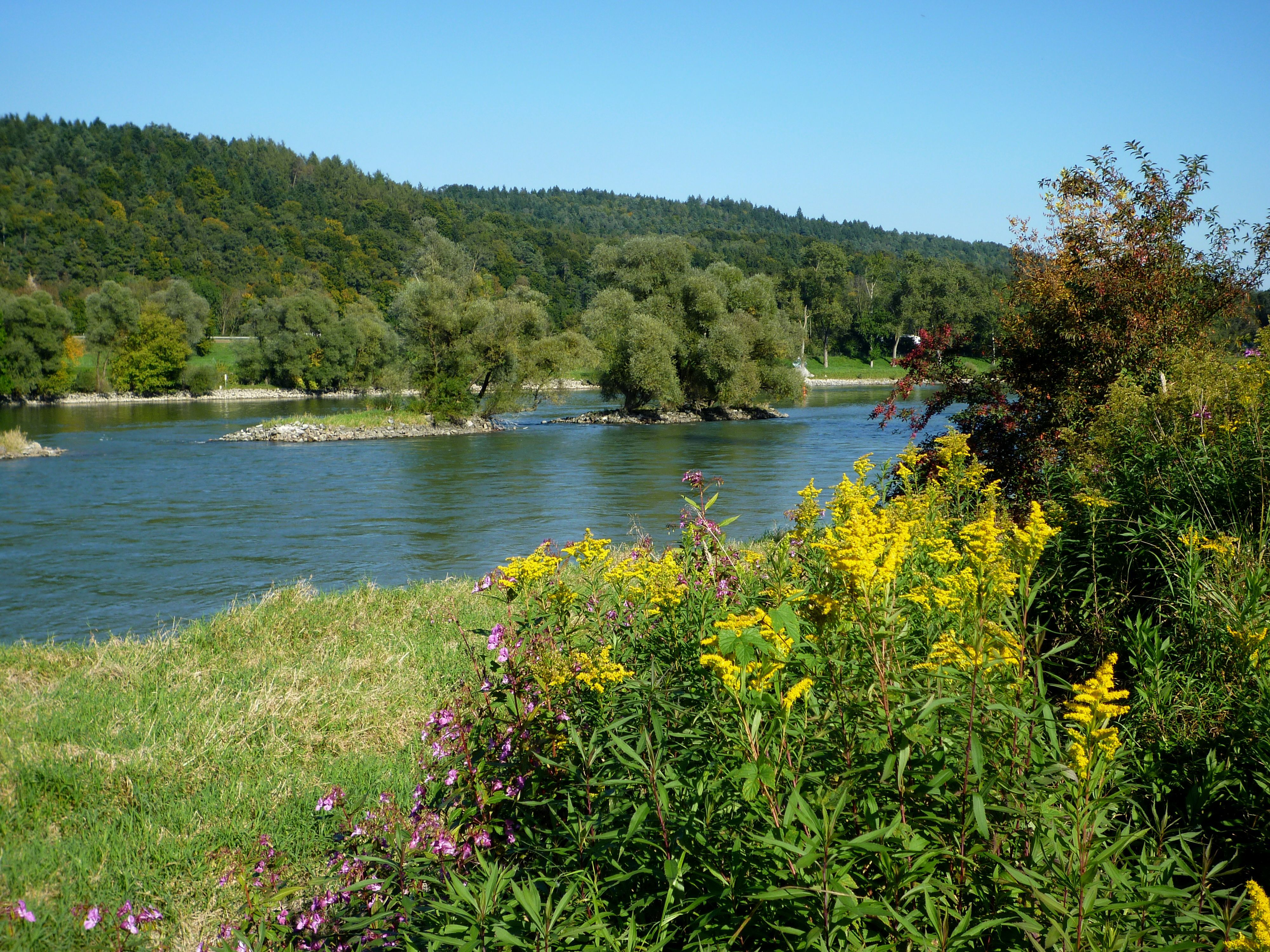
Устье Изара недалеко от Деггендорфа.

Изар течёт на запад в пределах Карвенделя. За несколько километров до города Шарниц на западном краю гор в Изар впадают Гляйршбах и Карвендельбах, река поворачивает на север и пересекает ущелье Шарниц-Клаузе и австрийско-немецкую границу. На южной окраине Миттенвальда с запада в Изар впадает река Лойташер-Ахе, протекающая среди гор Веттерштайн. Между Миттенвальдом и Крюном находится первая на Изара плотина — Крюн, большая часть воды отводится на электростанцию Обернах на Вальхензе. В Валльгау река делает большую петлю и поворачивает на восток, где в неё впадают реки Дюррах и Вальхен, вытекающая из Ахензе. Сегодня Дюррах и Вальхен впадают, как и Изар, в водохранилище Сильвенштайнзе, которое было построено между 1955 и 1959 годами с целью защиты от наводнений и выработки энергии.
Из водохранилища Сильвенштайнзе Изар течёт в северном направлении через Баварские Предальпы, после Бад-Тёльца начинается моренный ландшафт, образовавшийся во время последнего ледникового периода.
Между Сильвенштайнзе и Ленгрисом в Изар впадают Яхен (слева) и Гайсах (справа). Из водохранилища Вальхензе вода через ГЭС Вальхензе поступает в Кохельзе, откуда вытекает Лойзах. Лойзах течёт из Лермоса в Тироле по северной стороне гор Веттерштайн до Гармиш-Партенкирхена, затем через Кохельзе и, наконец, впадает в Изар в Вольфратсхаузене. В Мюнхене вода снова отводится из Изара в канал Митлере-Изар. Он ведет по правую сторону от Изара через Эрдингер-Моос и питает семь гидроэлектростанций, после чего снова впадет в Изар за Мосбургом. Во Фрайзинге Изар достигает северной окраины гравийной равнины и течет на восток. Здесь в реку впадает Дорфен, несущая воду из Эрдингер-Моос. Земпт впадает в реку справа перед Мосбургом. За Мосбургом в Изар слева впадает крупнейший его приток — Ампер (в верховьях — Аммер), начинающийся около австрийской границы к юго-западу от замка Линдерхоф и называющийся Ампер только после того, как вытекает из Аммерзе. Из Мосбурга река Изар течет через холмистую местность Нижней Баварии, сформировавшуюся в третичный период, на северо-восток до долины Дуная.
Изар впадает в Дунай к юго-востоку от Деггендорфа, в муниципалитете Мос, на высоте 312 м над уровнем моря, то есть примерно на 848 метров ниже истока. Его средний уклон русла составляет 2,9 ‰.

### Острова
Большинство небольших островов на Изаре постоянно меняют размер и форму из-за ежегодных паводков. Некоторые острова в непосредственной близости от крупных городов были застроены и укреплены в XIX веке, например, Музеумсинзель (Музейный остров) и остров Пратер в Мюнхене, а также острова Хаммер, Мюленинзель и Миттервер в Ландсхуте.

## История
Изар, вероятно, уже использовался в качестве торгового пути в доисторические времена для перевозки товаров из Альп и из Италии на Дунай с помощью плотов. Около 195 года н. э. римляне расширили и превратили существовавший и ранее торговый путь из долины Инн через перевал Зеефельдер-Заттель в северные предгорья Альп в часть Via Raetia. Таким образом, Миттенвальд на Изаре превратился в важный перевалочный пункт для товаров.
Первые свидетельства о существовании мостов через Изар относятся к средневековью. Города Мюнхен и Ландсхут выросли вокруг мостов через Изар, где проходили торговые пути. Дальнейшее расширение городов создало постоянный спрос на древесину и известь, что привело к развитию перевозок товаров на плотах (особенно в Оберланде). С XVII-го века такие товары, как фрукты, специи, хлопок и шелк, перевозили с «венецианского рынка» в Миттенвальде через Изар в Вену и Будапешт. В разгар сплава в XIX-м веке в Мюнхене ежегодно причаливало более 8000 плотов.

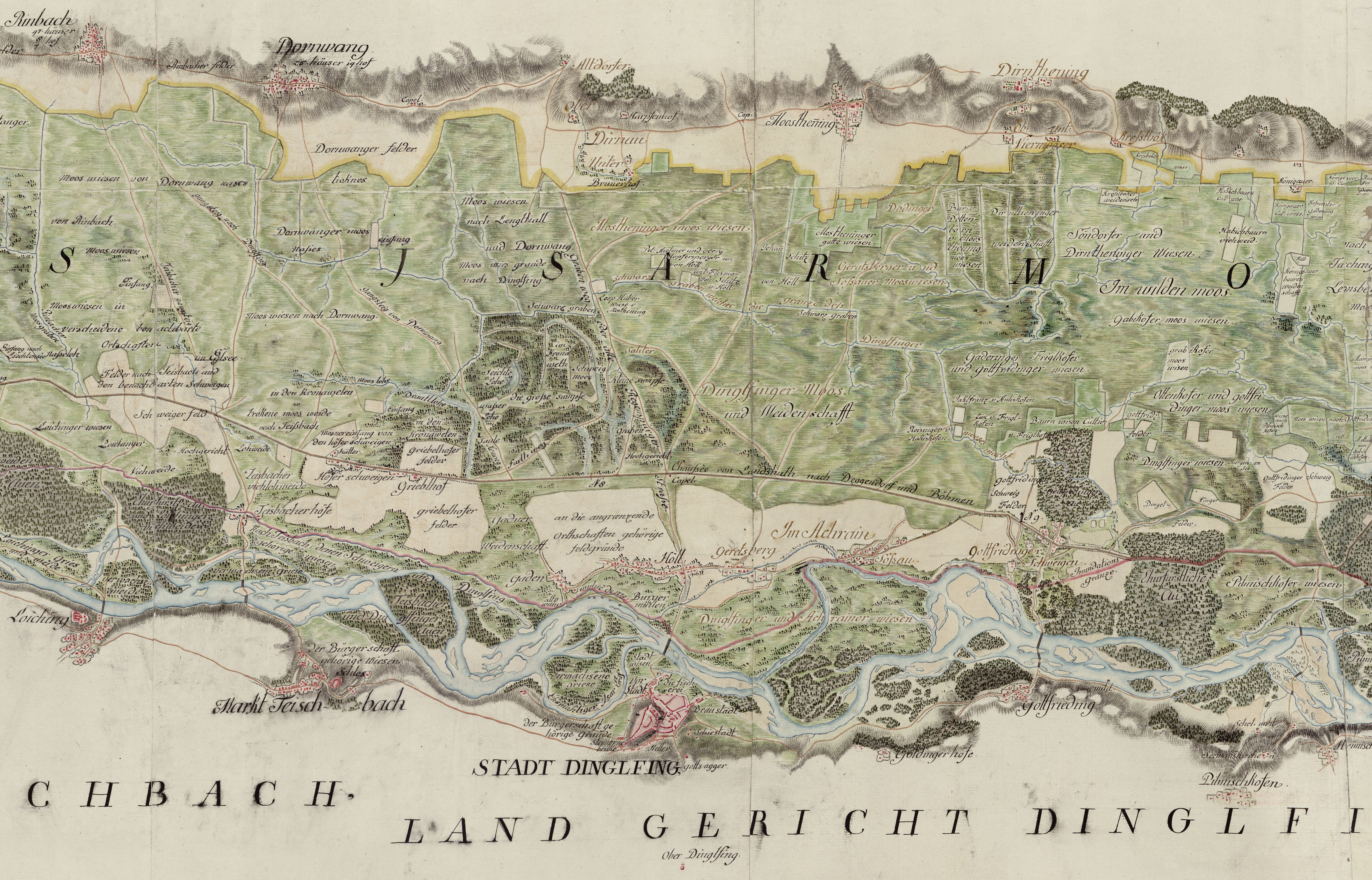
Первоначальное течение Изара у Дингольфинга на карте Адриана фон Ридля 1802 года

Со времен средневековья водяные мельницы приводились в движение водой Изара; они требовали постоянного уровня воды. Поэтому в Мюнхене и Нижней Баварии вода отводилась из реки в мелкие мельничные каналы. Городские ручьи Мюнхена одновременно служили каналами для снабжения населения технической водой и подпитывали рвы перед средневековыми городскими стенами. Во время ежегодных паводков повторялись наводнения, приносившие большой ущерб и разрушения в городах и посёлках вдоль реки. Например, в 1813 году в Мюнхене обрушился мост Людвигсбрюке, в результате чего погибло более 100 человек. Во время наводнения 1899 года в Мюнхене также обрушились мосты Луитпольдбрюке и Макс-Йозеф-брюке. С 1806 года берега реки начали укреплять, а русло — углублять, что уменьшало опасность наводнений.
Дальнейшие обширные регулирующие меры были приняты с 1920-х годов для выработки электроэнергии на ГЭС. После строительства в 1924 году электростанции Вальхензе в верховьях реки Изар были совершены массовые изменения. С тех пор плотина Крюн отводит почти всю воду Изара в Вальхензее. В 1951 году туда же отводится почти вся вода из Рисбаха, который ранее впадал прямо в Изар. Кроме того, после строительства электростанции Ахензе в 1927 году, большая часть воды Ахензе не попадает через Валхен в Изар, а отводится на юг, в Инн. Электростанция Ахензе снабжалась водой из Дюрраха с 1950-х годов, что тоже лишало Изар воды. Всё это нарушило естественное течение реки. Поэтому, в 1959 году было построено водохранилище Сильвенштайн, чтобы гарантировать постоянный уровень воды в Изаре. В данном случае, защита от наводнений была лишь второстепенной целью.
Другие гидроэлектростанции и плотины строились до 1980-х годов, последняя из которых — ГЭС Ландау — была завершена в 1984 году. Лишь в XXI веке были предприняты попытки вернуть Изару его первоначальный дикий вид, по крайней мере в некоторых районах. Примерами этого являются Isar-Plan в Мюнхене (с 2000 года) и ренатурация берегов Изара возле Ландау (2013) и возле Дингольфинга (с 2016).
В низовьях Изара между Мосбургом и Платтлингом в XVI—XVII веках находили золото. Об этом свидетельствуют такие топонимы, как Голдинг (община Готтфридинг) и Голдерн (община Нидерайхбах). Однако количество драгоценного металла, полученного таким образом, было небольшим и не имело особого экономического значения. Золото в основном использовалось для чеканки дукатов речного золота. Они отмечались надписью EX AURO ISARE («из золота Изара»).
Современная гребля на каноэ зародилась на Изаре. В 1905 году Альфред Хойрих впервые проплыл по Изару между Бад-Тёльцем и Мюнхеном на самодельном складном каяке. Этот вид спорта быстро стал популярным в Европе.
Над рекой был развеян прах руководителей гитлеровской Германии, казнённых по приговору Международного военного трибунала.

## Природа и охрана окружающей среды

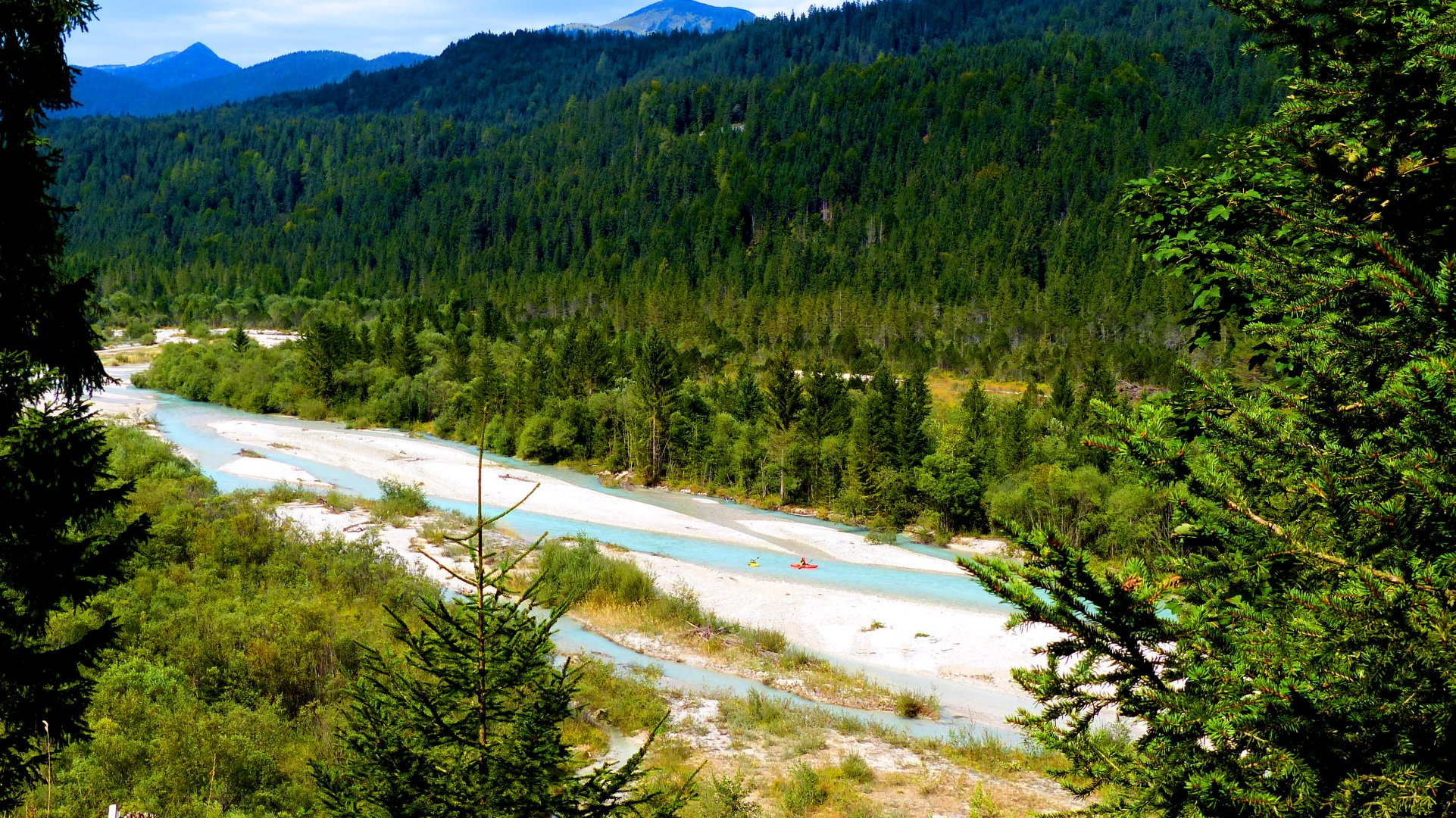
Дикий речной пейзаж Изара между Вальгау и Фордеррис
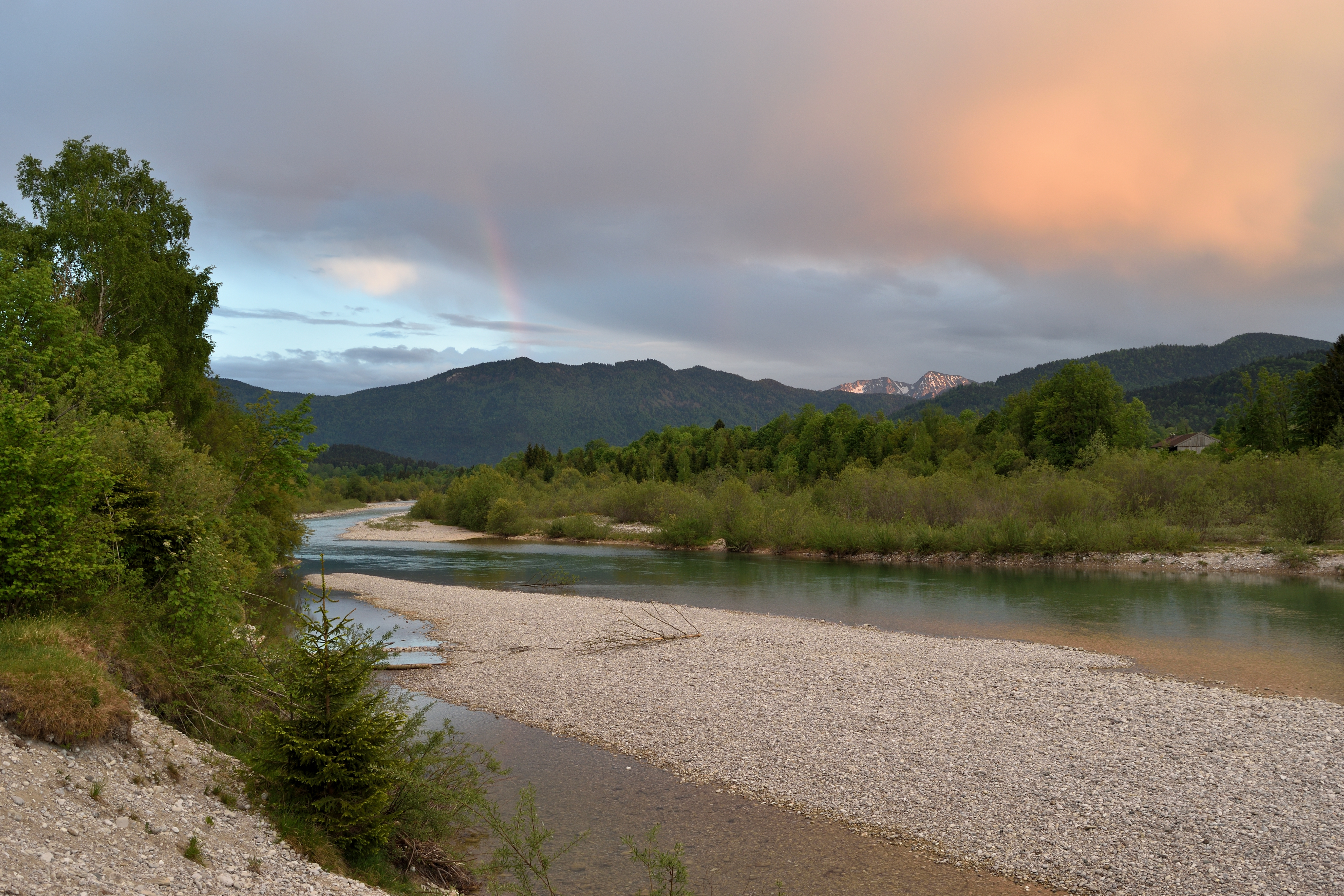
Изар возле Ленгриса
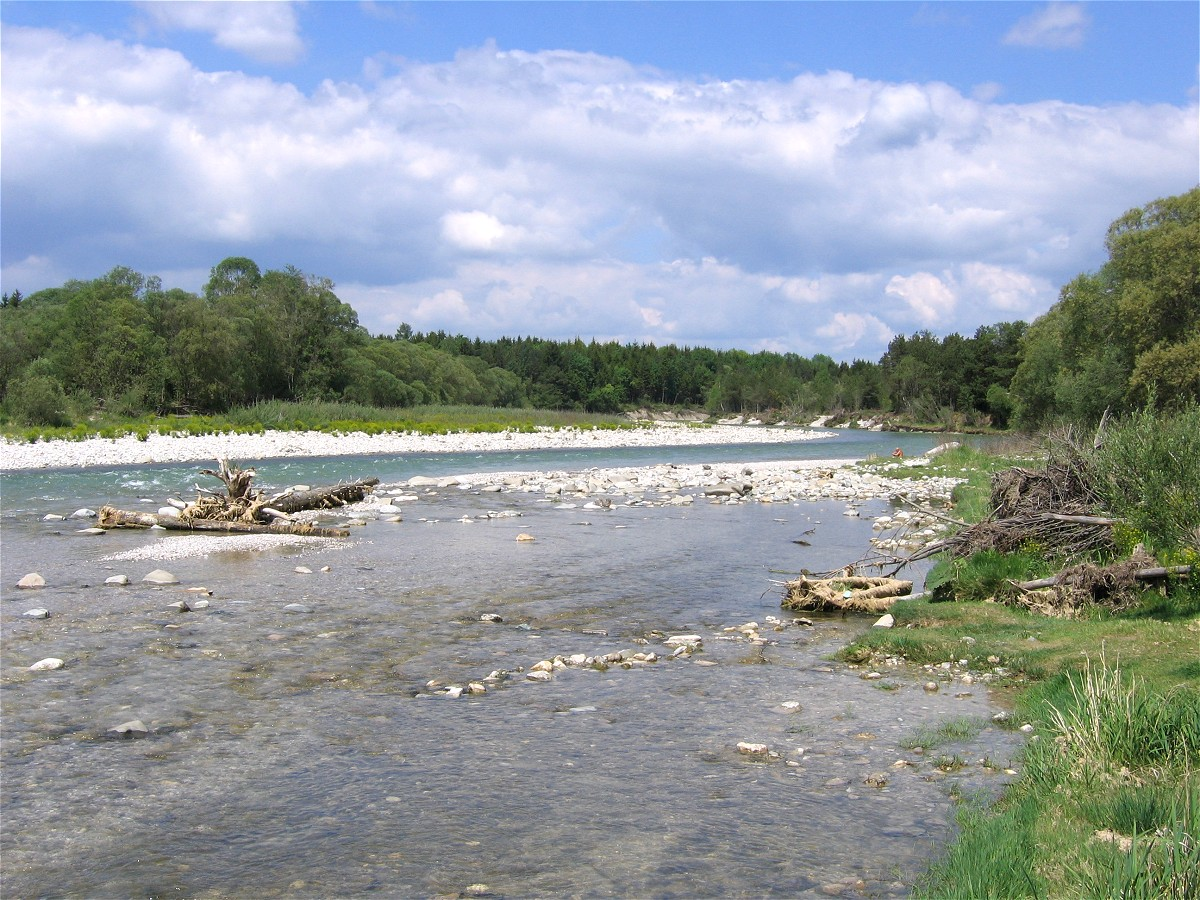
Изар возле Ашхольдинга
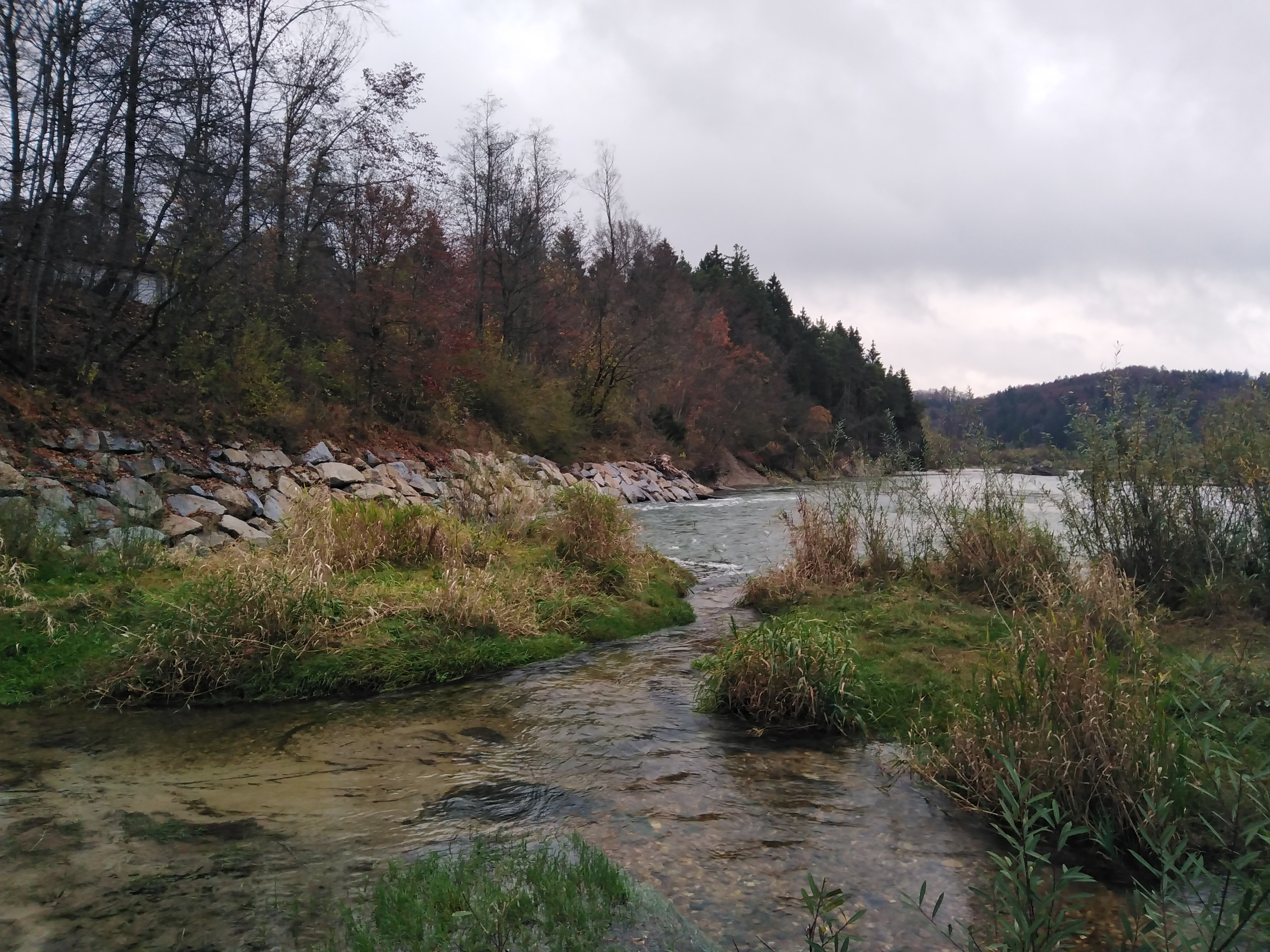
Изар-Пралльханг возле Геретсрид-Гартенберга

Вода Изара используется для выработки электроэнергии с 1920-х годов, что имело далеко идущие последствия не только для местной флоры и фауны, но и для людей. Для обеспечения 28 электростанций необходимой гидроэнергией речная вода во многих местах отводится, река перекрывается дамбами. Например, к северу от Миттенвальда с 1923 года вся вода из Изара подавалась в Вальхензе для работы одноимённой электростанции. Лишь с 1990 года часть воды — четыре кубометра в секунду — стекает в естественное русло реки, так что Изар больше не пересыхает в этой области. Строительство водохранилища Сильвенштайнзе и многочисленные нормативные меры, которые реализововались с начала XIX-го века, особенно в районе городов, также изменили характер реки. С середины 1980-х годов предпринимаются усилия лучше совместить защиту от наводнений, экологию и рекреационную ценность реки для жителей. Isar-Plan реализовывался с 1995 по 2011 год в рамках открытого планирования при активном участии ассоциаций, политических органов и граждан.

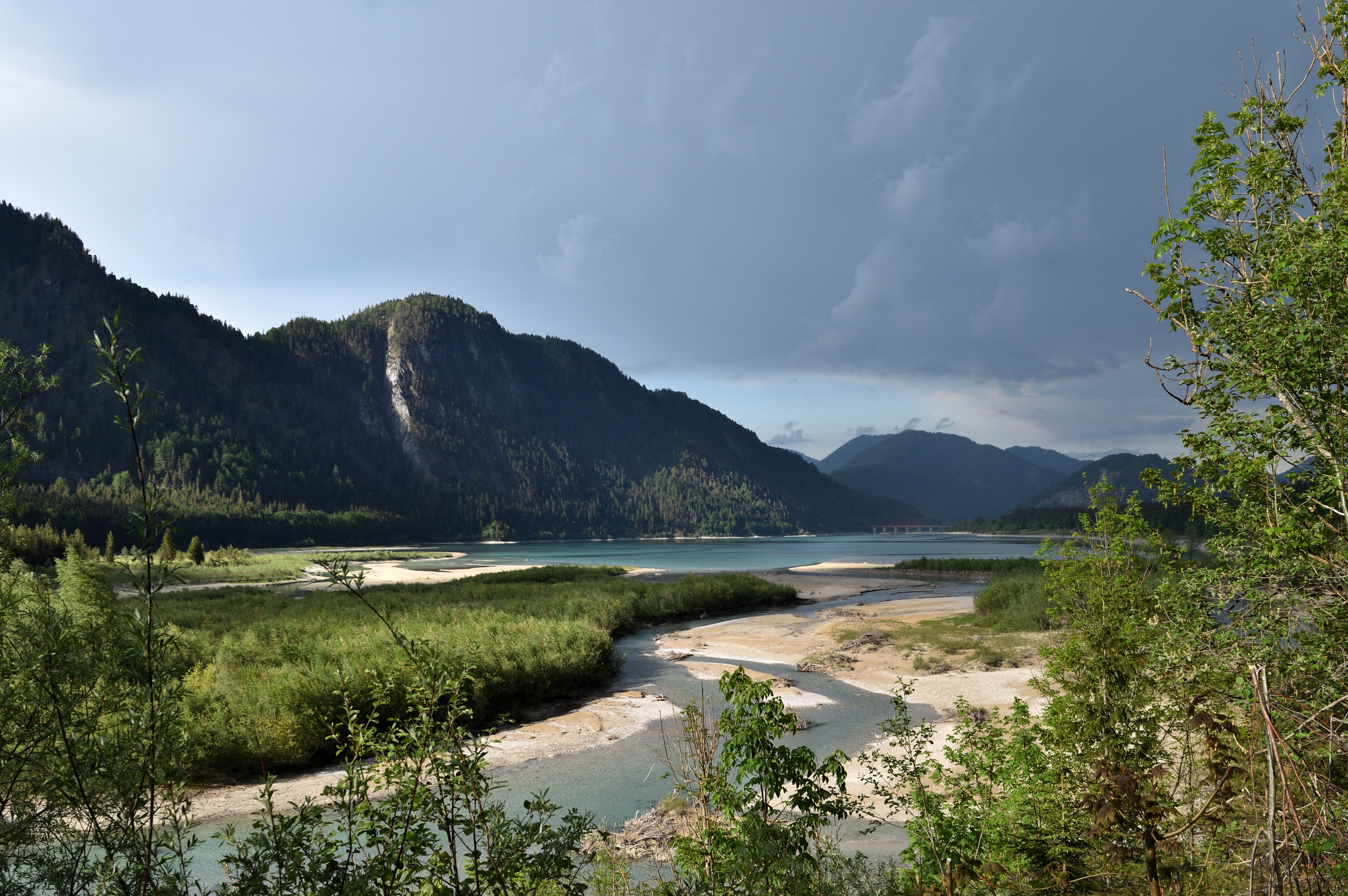
Устье Изара в водохранилище Сильвенштайнзе

После завершения строительства Сильвенштайнзе Изар редко выходил из берегов ниже по течению. Исключением были крупные наводнения в 1999, 2002, 2005 и 2013 годах. В то время даже глубокое русло реки уже не могло вместить в себя столько воды, поэтому тугайные леса во многих местах между Мюнхеном и Мосбургом были снова затоплены и впервые за десятилетия обогатились отложениями. Углубление русла реки является результатом создания многочисленных водохранилищ и укрепления берегов. Водохранилища удерживают донные наносы, а барьеры препятствуют размыву берегов реки Изар, поэтому материал оттуда тоже не поступает в реку. Эрозия русла реки усиливается, и Изар все глубже и глубже врезается в ландшафт. В некоторых районах, например, на уровне Геретсрида, дно уже достигло более мягкой молассы, лежащей под отложениями гравия. В настоящее время существует угроза быстрого углубления, что повлияет не только на русло Изара, поскольку с падением уровня реки уровень грунтовых вод в этом районе также будет продолжать падать.
В последнее время были предприняты попытки восстановить оригинальный вид Изара с помощью различных мер по восстановлению окружающей природной среды. К примеру, с мая 2000 года, восьмикилометровый участок реки пейзажа в южном городском районе Мюнхена был ренатурирован. Для этого русло реки было расширено, берега сглажены, созданы гравийные острова. Существующие дамбы также были подняты, расширены и укреплены. Когда концессия на Мюльтальскую гидроэлектростанцию была продлена в 1995 году, были введены требования, которые должны способствовать самостоятельному восстановлению естественных функций реки. Например, на протяжении более семи км была удалена часть береговых заграждений. Из-за снятия заграждений наводнения в 1999, 2002 и 2005 годах привели к тому, что на некоторых участках русло реки значительно расширилось и снова демонстрирует элементы альпийского речного пейзажа.
Благодаря модернизации очистных сооружений вдоль реки Изар качество воды также улучшилось. Речная вода в настоящее время относится к II классу качества воды. Однако количество микробов по-прежнему велико. В 1998 году, вместе с рядом других городов и муниципалитетов вдоль Изара, Мюнхен поставил перед собой цель улучшить качество воды до такой степени, чтобы Изар можно было официально открыть для купания. На верхнем течении реки Изар были введены в действие очистные сооружения, которые резко снижают количество микробов за счет обработки сточных вод ультрафиолетом, так что в Мюнхене знаки, предупреждающие об опасности заражения микробами, были сняты в 2005 году. Таким образом, вода соответствует директиве ЕС по воде для купания от 15 апреля до 30 сентября. Тем не менее, качество воды Изара в городской черте может сильно ухудшаться из-за попадания осадков, особенно во время сильного дождя.
Цвет воды Изара зеленоватый. Это может быть связано с минералами, которые несёт река. Поскольку доля очень мелких отложений очень мала, как в снеге или ледниковом льду, солнечный свет фильтруется и отражается, из-за чего в верховьях Изар кажется голубоватым. По мере увеличения количества растворенных минералов, (в Изаре обычно известняк), цвет воды от Альп до устья становится зеленоватым.
Вдоль Изара выделен ряд природных, ландшафтных и, для отдельных галечных берегов, птичьих заповедников, например, заповедник Vogelfreistätte Mittlere Isarstauseen к северо-востоку от Мосбурга. Этот заповедник является важным местом отдыха перелетных водоплавающих птиц. На данный момент идентифицировано более 260 различных видов птиц, включая исчезающие виды, такие как крачка и варакушка. Заповедник Исарауэн между Хангенхэмом и Моосбургом расположен к северо-востоку от Фрайзинга в устье Мозаха и некоторых ручьев. Природный заповедник «Untere Isar» и заповедник «Isarmündung» окружают пойменный ландшафт в устье реки.

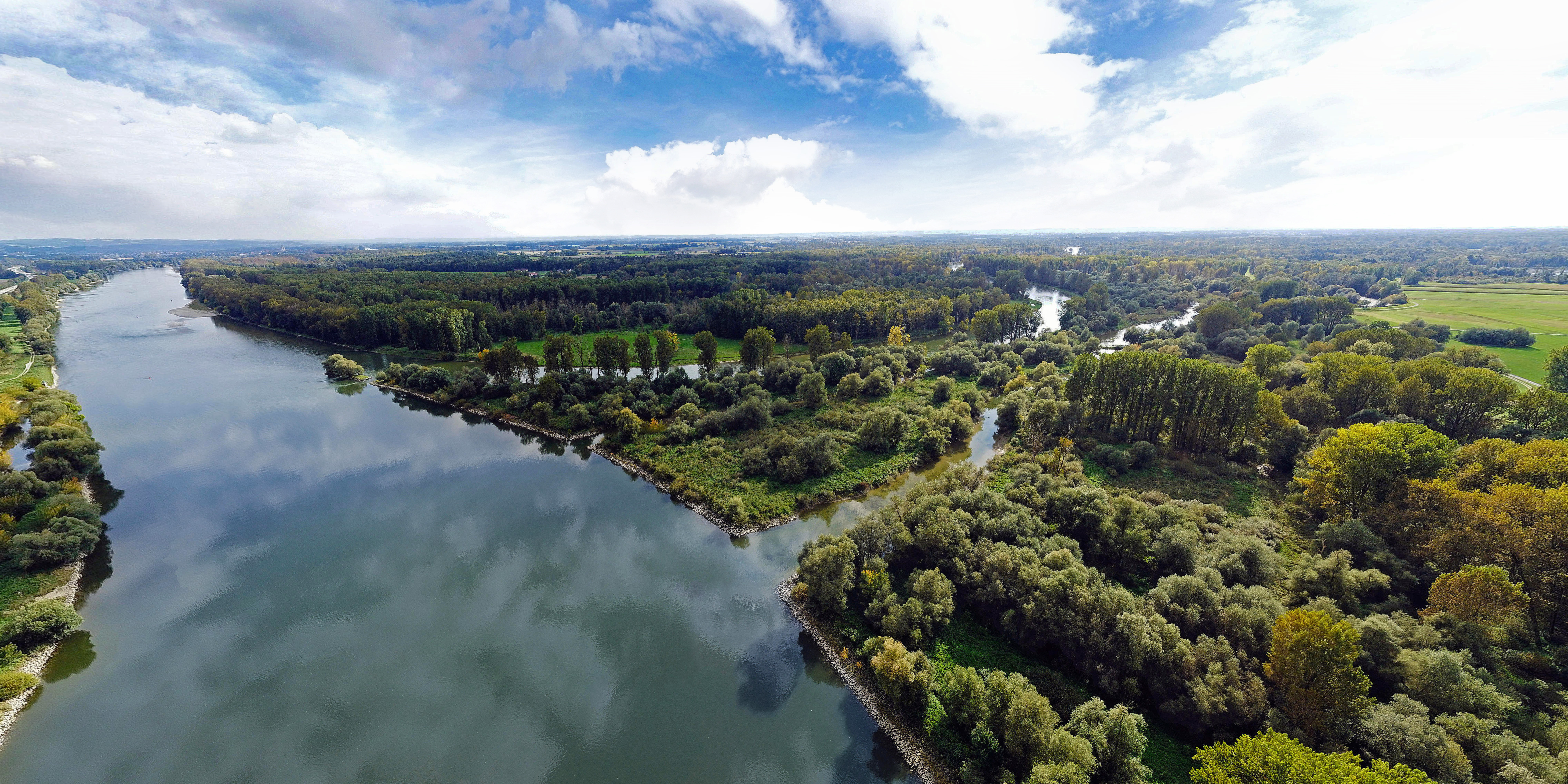
Вид с воздуха на слияние с Дунаем возле Деггенау (Деггендорф)

Европейская охраняемая территория «Верхняя долина Изар» (Oberes Isartal) расположена на 100-километровом участке реки Изар от границы с Австрией в горах Карвендель до Мюнхена. Площадь этой территории составляет около 4700 гектаров, она является одной из крупнейших в Баварии.
Чтобы сохранить красоту долины Изара, в 1902 году Габриэль фон Зайдль основал «Ассоциацию долины Изара». Для этой цели в рамках инициативы жителей Мюнхена было куплено более 90 гектаров земли; сейчас ассоциация обслуживает в общей сложности более 330 км пешеходных и велосипедных маршрутов.
Концентрация микропластика значительно увеличивается по мере приближения к устью. В исследовании, опубликованном в 2018 году Университетом Байройта, было показано, что концентрация микропластика увеличивается от 8,3 частицы/м³ в Байербрунне до 87,9 частиц/м³ в Мосбурге.
Рыба в Изаре близ Моосбурга может содержать малахитовый зелёный. В 2019 году у двух радужных форелей было измерено 336 микрограмм на килограмм данного вещества.

## Флора и фауна

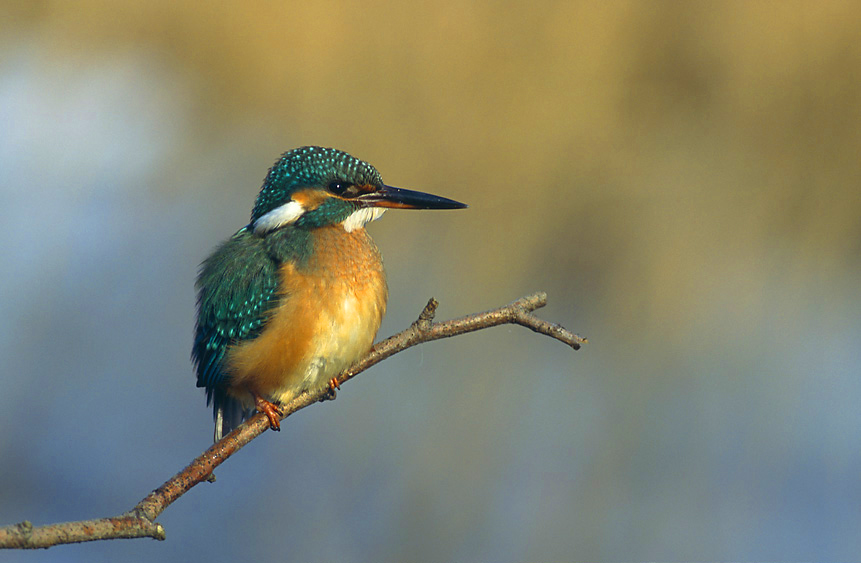
Изар является местом обитания зимородка

Существование фауны и флоры напрямую связано с характером речного ландшафта. Человеческая деятельность сильно изменила природные условия в районе реки, особенно с начала XIX века. Скорость потока была значительно снижена за счет строительства плотин, что также привело к повышению температуры воды. Виды рыб, которым требуется обогащенная кислородом и более прохладная вода, были вытеснены. Также из-за замедления течения гравелистые косы редко смещаются, так что они зарастают. Виды птиц, которым необходимы участки открытого гравия для гнёзд, лишились среды обитания.

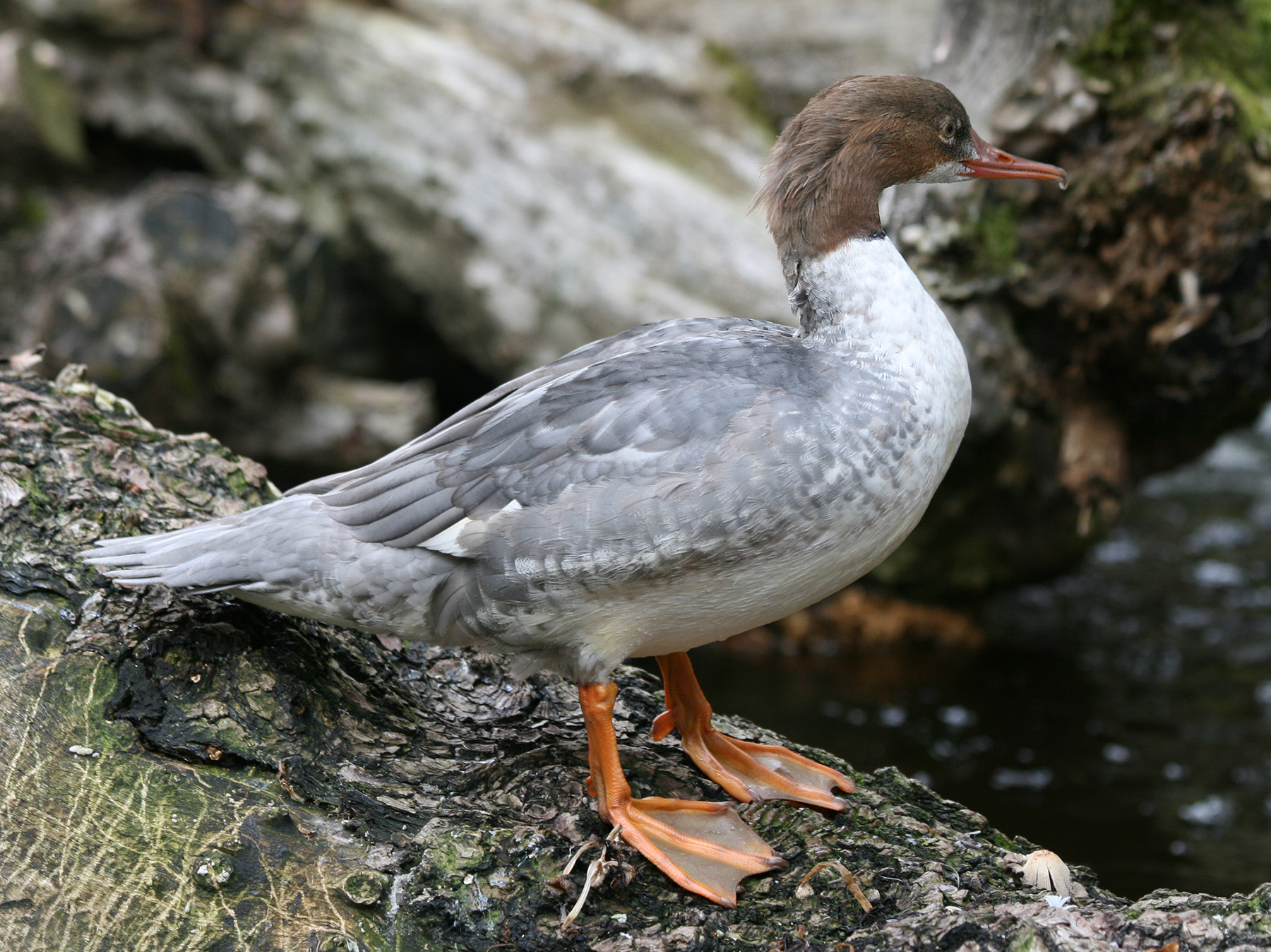
Большой крохаль является гемерофилом в районе Мюнхена.

Различные меры, такие как создание заповедников и создание рыбопропускных сооружений на плотинах, улучшают условия жизни для многих видов животных и растений, некоторые из которых встречаются редко.
Некоторые из типичных рыб Изар находятся под угрозой, например, дунайский лосось или обыкновенный сом. Другими характерными видами в реке являются кумжа, окуни и подкаменщик, щука, язь, плотва, краснопёрка, налим, линь, усач и судак. Так как Изар является одним из важнейших притоков Дуная, в нижнем его течении можно найти типичные дунайские виды. Всего известно около 50 местных видов рыб. От истока до устья Изар можно разделить на три части: от истока до Ленгриса доминирует форель, от Ленгриса до Мосбурга — хариус, а от Мосбурга до устья — усач.
Помимо обычных птиц, таких как чайки, лебеди и кряквы, Изар также предлагает среду обитания для других, менее распространенных видов. Встречаются оляпка, зимородок, серая цапля и малый зуёк. Редкими становятся крачка и перевозчик; они находятся под угрозой исчезновения. Их гнезда очень хорошо замаскированы посреди обломков гравийных отложений и их обычно не замечают отдыхающие, которые заходят в запрещённые зоны (птичьи заповедники). Участки, отмеченные как птичий заповедник, запрещено посещать в период с 15 марта по 10 августа.
На берегу, склонах и гравелистых косах водятся зелёные лягушки, прыткая ящерица и ломкая веретеница. Змеи представлены гадюкой, а также ужом и медянкой. В сохраниввшихся естественных поймах Нижнего Изара водятся уязвимые виды земноводных — зелёная жаба, камышовая жаба, квакша и прыткая лягушка. Также в устье водится остромордая лягушка, которая в Баварии находится под угрозой исчезновения.

## Экономика

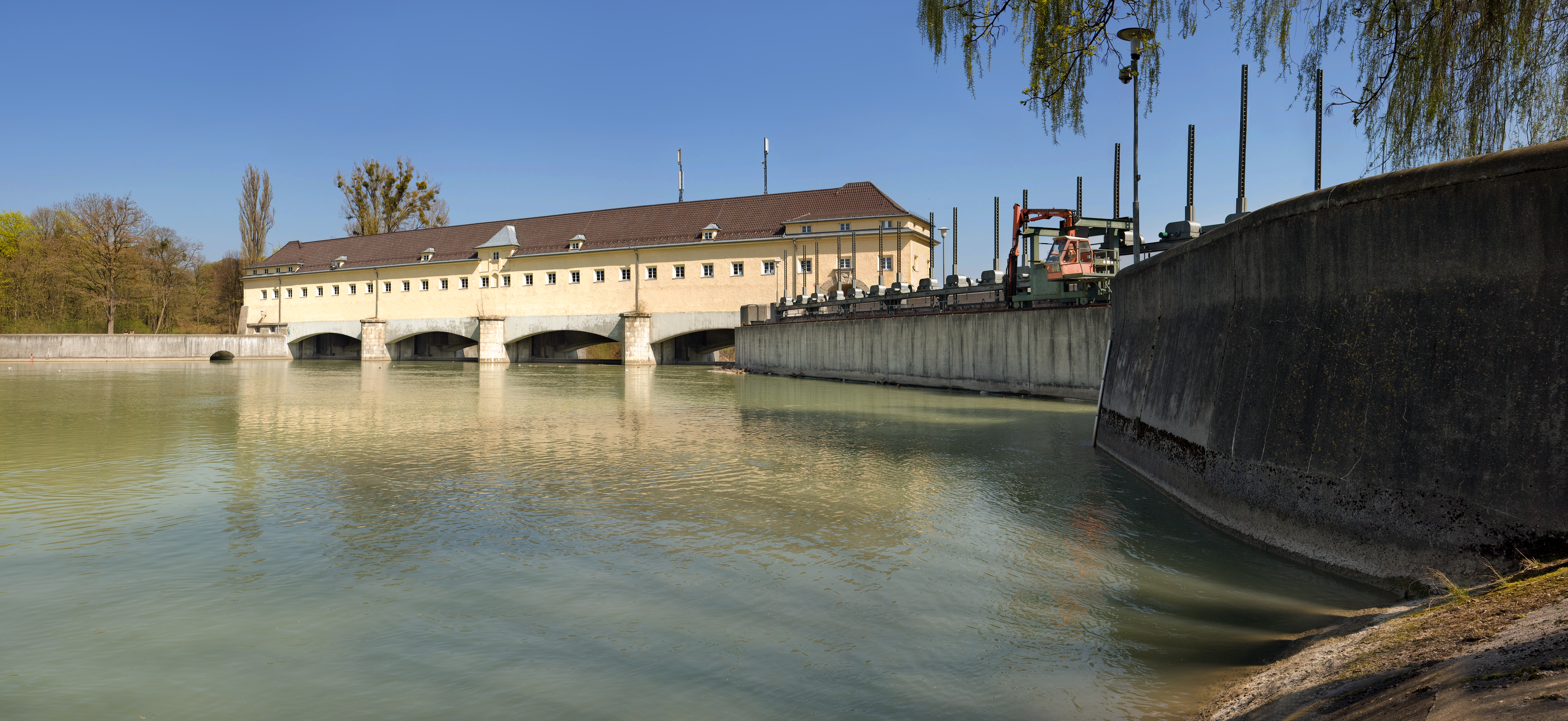
Плотина возле Мюнхен-Оберферинг

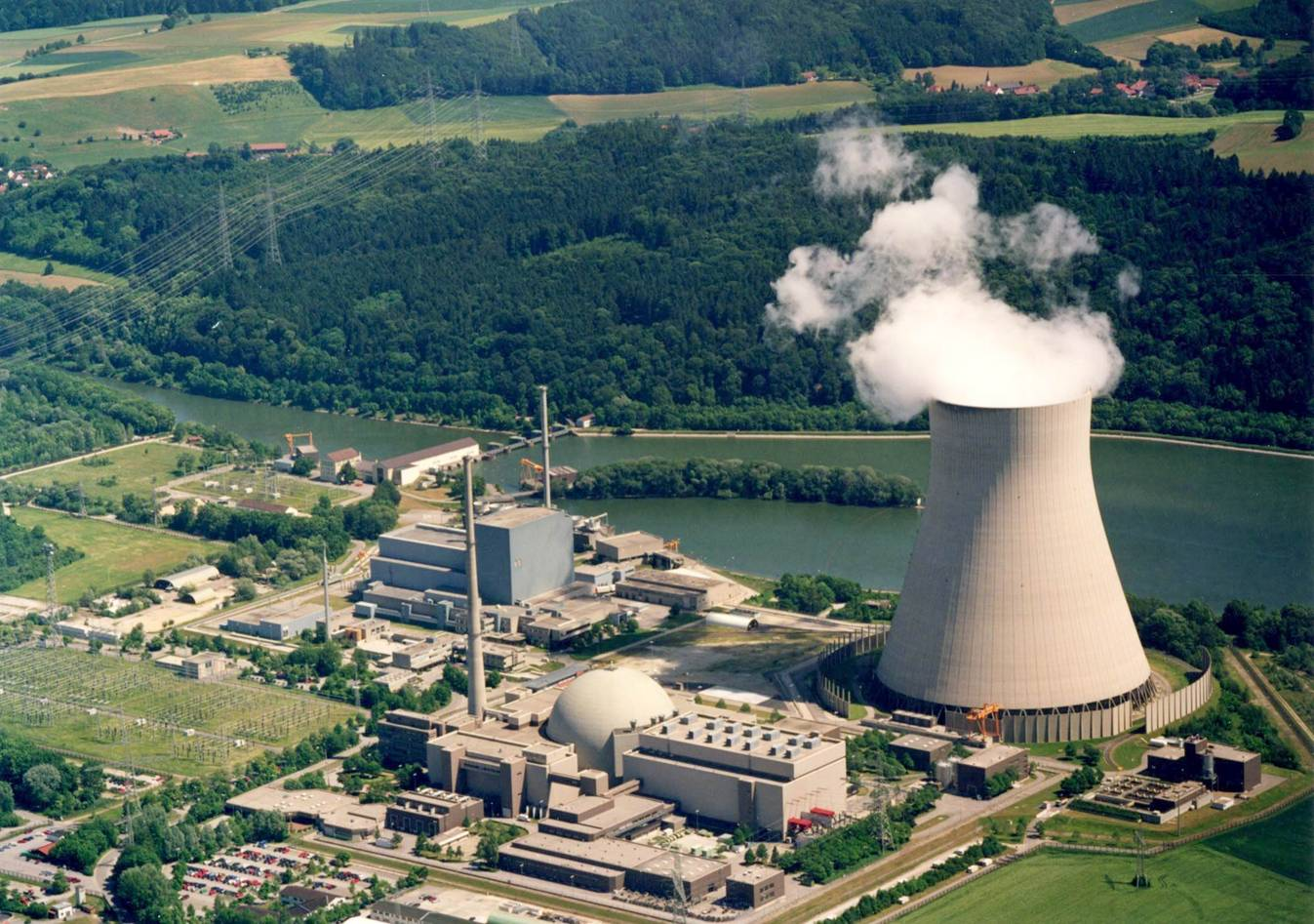
АЭС Изар

В настояее время Изар несудоходен. В прошлом древесина и другие товары перевозились по реке в больших количествах на плотах из Миттенвальда через Мюнхен до Дуная. С появлением железнодорожного и автомобильного транспорта этот транспортный путь практически перестал использоваться. Параллельно реке проложены железнодорожные линии Изартальбан в южной части и Мюнхен-Ландсхут-Платлинг в северной части долины. Экономически важной является гидроэнергетика. Количество вырабатываемой таким образом энергии не достигает даже одного процента сегодняшней потребности в электроэнергии в Баварии. Однако, вода Изара используется для охлаждения АЭС Изар; когда оба энергоблока АЭС работали, они покрывали около 40 % спроса на электроэнергию в Баварии.

### Энергетика
Обычные гидроэлектростанции требуют постоянного высокого уровня воды, чтобы выработка энергии не прекращалась в месяцы с небольшим количеством осадков. Это было обеспечено строительством нескольких каналов, в которые отводится большая часть речной воды, параллельно течению Изара. К югу от Мюнхена канал Мюльталь снабжает водой Мюльтальскую гидроэлектростанцию. В городской черте Мюнхена на Изарверкканал расположены три электростанции, построенные в 1900—1930 годах (нем. Isarwerke 1–3) и принадлежащие Stadtwerke München, и две электростанции Uniper Kraftwerke (ранее E.ON). Кроме того, часть воды из канала отводится в канал Auer Mühlbach, где расположены три электростанции поменьше. У плотины Оберфёринг на северной окраине Мюнхена от реки ответвляется канал Миттлере-Изар, который ведёт в сторону Эрдинга и вновь объединяется с Изаром более чем через 60 км. Электростанции на Изаре вырабатывают в среднем около двух миллиардов киловатт-часов электроэнергии в год.
Водохранилище Сильвенштайнзе, построенное в 1956 году для защиты от наводнений к югу от Бад-Тёльца, также используется для выработки энергии. Оно вмещает до 124 млн м³ воды.
Атомная электростанция Изар к востоку от Ландсхута использует речную воду для охлаждения. Для охлаждения реактора Изар II в градирне испаряется 800 литров речной воды в секунду; поднимающийся водяной пар можно увидеть за 100 км.

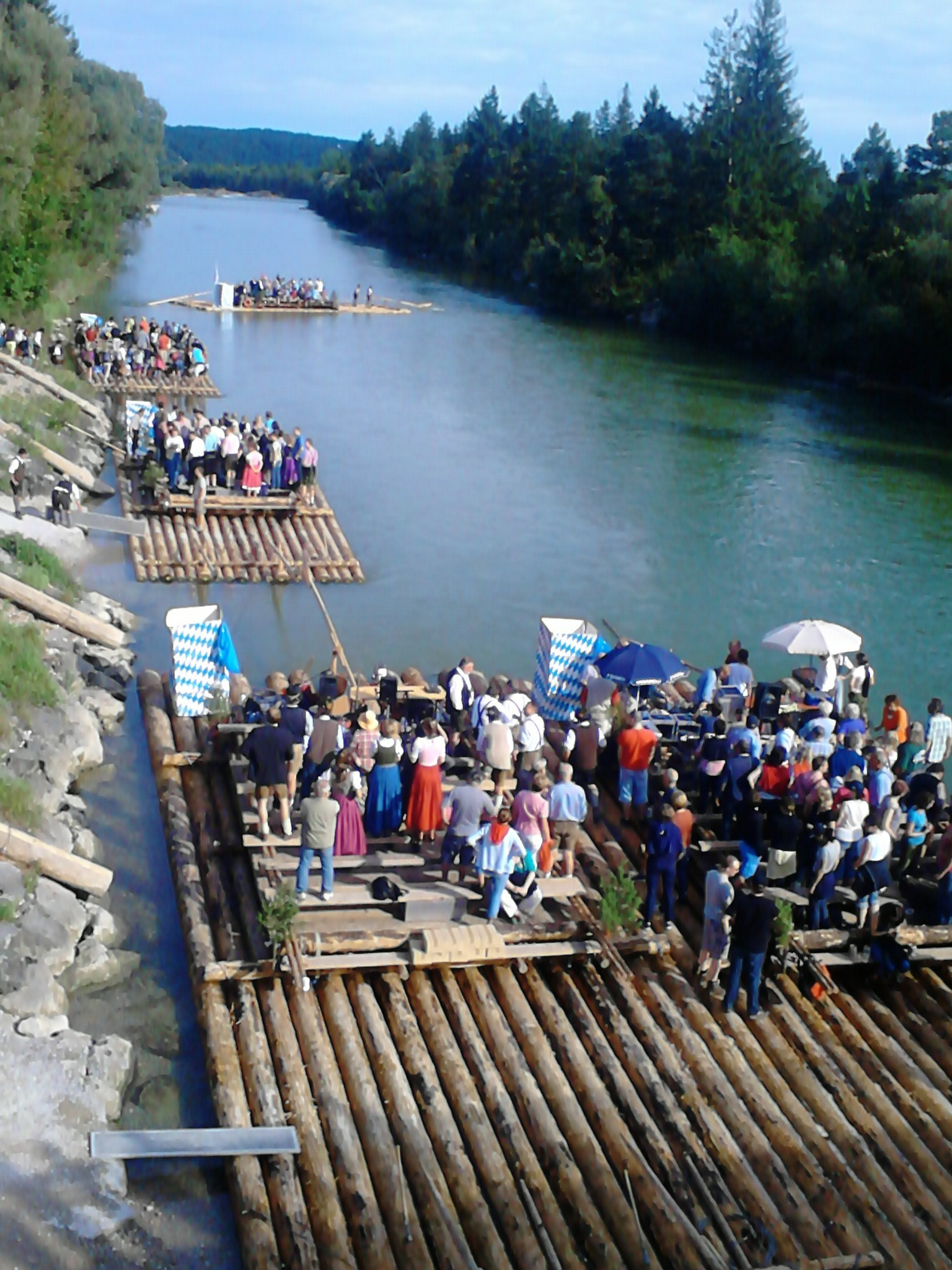
Спуск на плоту в Вольфратсхаузене

### Туризм
Помимо столицы Баварии и ряда других интересных городов, расположенных вдоль Изара, туристическое значение имеют многочисленные пейзажи и заповедники Изара: например, Изарвинкель или Пуплингер-Ау к югу от Мюнхена. Велосипедная дорога Изара, относительно легкая велосипедная дорожка на длинные дистанции, проложена вдоль реки от истока до устья.
Сплав на плотах также переживает возрождение. Ежегодно в летние месяцы до 50 000 туристов сплавляются на плотах весом до 20 тонн из Вольфратсхаузена до плотового канала в Мюнхен-Талькирхен (длина участка составляет 25 км). На них выступают музыканты, подаются пиво и закуски. Плоты со столами и скамейками, а также бортовым туалетом разбираются на части по прибытии в пункт назначения, перевозятся грузовиками вверх по течению и собираются там для последующего использования.
На некоторых участках можно кататься на каноэ или аналогичных небольших и маневренных лодках. Однако в XXI веке увеличивающееся количество таких речных поездок создает проблему для флоры и фауны.
В некоторых местах на берегу Изара можно купаться голышом, например к северу от Вольфратсхаузена в районе Пупплингер-Ау. В южной части Мюнхена официально обозначены даже нудистские районы. Однако многие мюнхенцы позволяют себе загорать голыми также в центральной части города — на берегу или на гравийных островах.

## Изар в искусстве

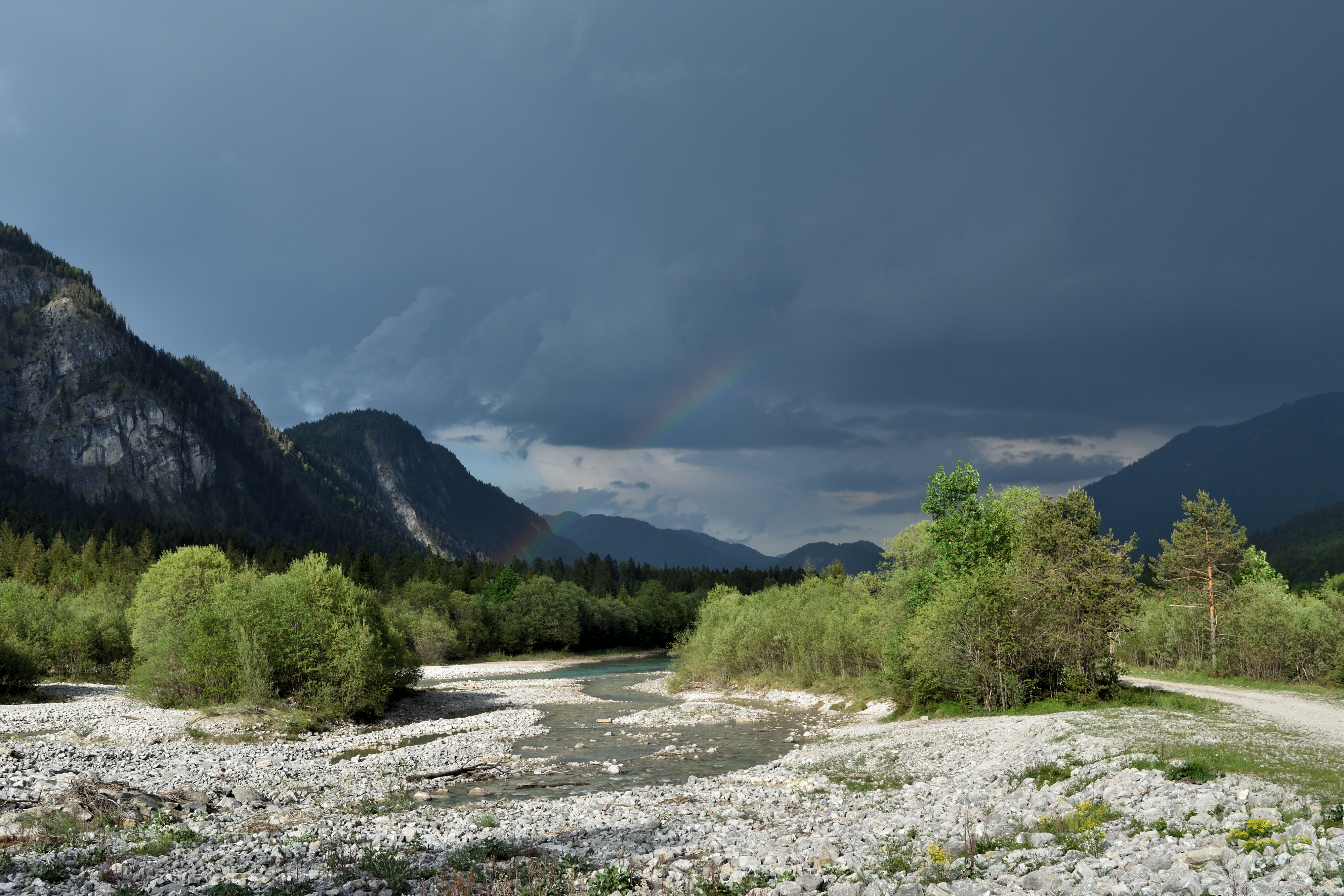
Изар к западу от Сильвенштайнзее.

Старейшие изображения Изара можно найти в религиозном искусстве. Алтарь 1480 года в Якобскирхе в Ленггрисе изображает мученическую смерть апостола Иакова. Неизвестный художник перенес обезглавливание из Иерусалима на берег Изара.

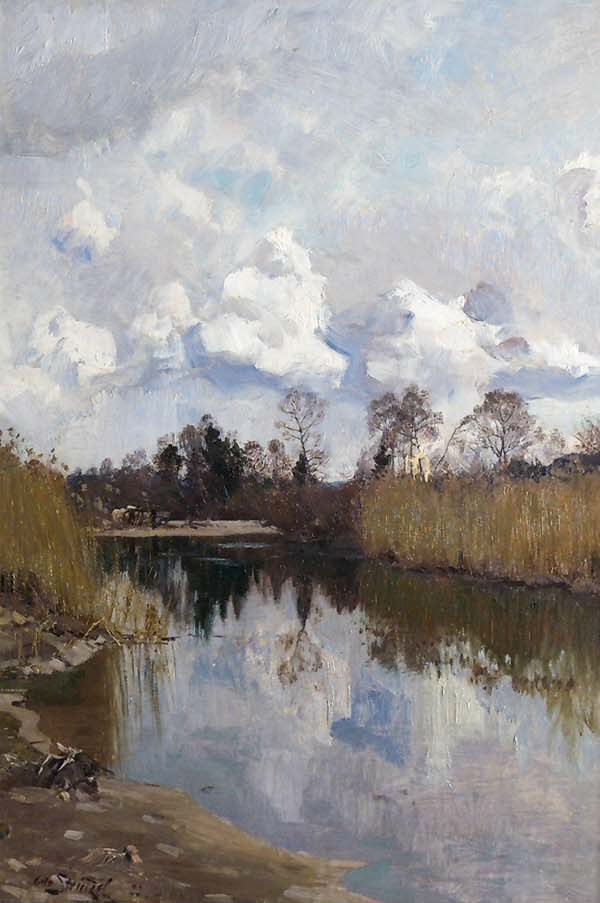
Воды Изара (1908), Отто Штрютцель

В XIX веке художники мюнхенской школы — Вильгельм Шойхцер, Йозеф Венглейн и Вильгельм фон Кобель — нашли в Изаре источник вдохновения. Благодаря своему реализму их картины также имеют историческую ценность для документирования вида реки до массового человеческого вмешательства.
Людвиг Гангофер в своем романе Der Jäger von Fall увековечил жителей региона Изарвинкель и их любовь к своей родине, тем самым сделав район Изара широко известным в стране. Из более поздних произведений можно упомянуть книгу «Зеленая река» Кармен Рорбах, в которой она описывает свой поход от истоков до устья реки.
Мюнхенский композитор Квирин Ампер-младший описывает течение реки в своей сюите «Изар» для оркестра, фольклорных ансамблей и рассказчиков.
Своей книгой и серией мероприятий «Die neue Isar» Ральф Сартори инициировал комплексный культурный проект Isar-Kulturprojekt в рамках «Nymphenspiegel Kulturforum». Он включает в себя публикацию книг, речные экскурсии, фестивали и арт-проекты.

## Названные в честь реки
- Isar Aerospace - немецкая аэрокосмическая компания.